# Leon XI
Leon XI (łac. Leo XI, właśc. Alessandro Ottaviano de’ Medici; ur. 2 czerwca 1535 we Florencji, zm. 27 kwietnia 1605 w Rzymie) – włoski duchowny katolicki, 232. papież w okresie od 1 do 27 kwietnia 1605 roku.

## Życiorys
Pochodził z bocznej gałęzi rodu Medyceuszy. Jego matka, Francesca Salviati, była córką Jacopo Salviatiego i Lucrecji Medici siostry Leona X, natomiast ojciec, Ottaviano, pochodził z bocznej linii rodu Medicich. Zdobywał wykształcenie w domu pod kierunkiem dominikanina florenckiego Vincenzo Ercolano. Od wczesnej młodości wykazywał predyspozycje do stanu duchownego, spotkał się jednak ze sprzeciwem matki, ponieważ był jedynym męskim dziedzicem gałęzi rodu. Matka wysłała go na dwór kuzyna, Wielkiego Księcia Toskanii Kosmy I, gdzie został m.in. mianowany rycerzem Zakonu św. Stefana. Razem z księciem przebywał w Rzymie w 1560; poznał wówczas i zaprzyjaźnił się z Filippo Nerim, przyszłym świętym. Neri przewidział kilka wydarzeń z przyszłości Mediciego, przede wszystkim wybór na papieża i niedługi okres pontyfikatu.
Po śmierci matki (1566) Medici zrealizował swoje plany wyboru stanu duchownego – święcenia kapłańskie przyjął 22 lipca 1567 z rąk Antonino Altoviti, arcybiskupa Florencji. Wielki książę Kosma I mianował krewnego swoim ambasadorem przy Stolicy Świętej w 1569 roku.
W dniu 9 marca 1573 został mianowany biskupem Pistoi, a 15 stycznia 1574 promowany na arcybiskupa Florencji. 12 grudnia 1583 otrzymał nominację kardynalską, wraz z tytułem prezbitera Ss. Quirico e Giulitta (dawniej S. Ciriaco alle Terme). Wielokrotnie zmieniano mu tytuł prezbiterski – na Ss. Ioannis et Pauli (1591), San Pietro in Vincoli (1592), św. Praksedy (1594), bazylika św. Marii na Zatybrzu (1600). W 1600 został podniesiony do godności kardynała biskupa i otrzymał diecezję Albano, a następnie diecezję Palestrina (1602).
W latach 1596–1598 przebywał we Francji z misją legata specjalnego i nuncjusza zwyczajnego; zajmował się zwalczaniem wpływów hugenotów oraz jednoczeniem i umacnianiem środowiska katolików. Z nominacji papieża Klemensa VIII sprawował od 1598 funkcję prefekta Kongregacji ds. Biskupów i Zakonników.
Brał udział we wszystkich konklawe, jakie miały miejsce od czasu jego nominacji kardynalskiej – dwukrotnie w 1590, w 1591, 1592 i 1605. Na tym ostatnim, 1 kwietnia 1605 sam został wybrany na papieża i przyjął imię Leona XI (na cześć wuja, Leona X). W Niedzielę wielkanocną 10 kwietnia został koronowany i uroczyście objął w posiadanie bazylikę na Lateranie tydzień później. Nie zdążył podjąć żadnych uchwał, choć wiadomo, ze planował wspomóc finansowo cesarza Rudolfa II w walce z Turkami. Zdołał jedynie zreorganizować system głosowania podczas konklawe, a także zlikwidował część podatków, co spotkało się z radością Rzymian. Zmarł w ciągu miesiąca w wyniku przeziębienia.
W czasie krótkiego pontyfikatu nie mianował kardynałów; podobno zamierzał mianować swojego kuzyna, Ottaviano de’ Medici.

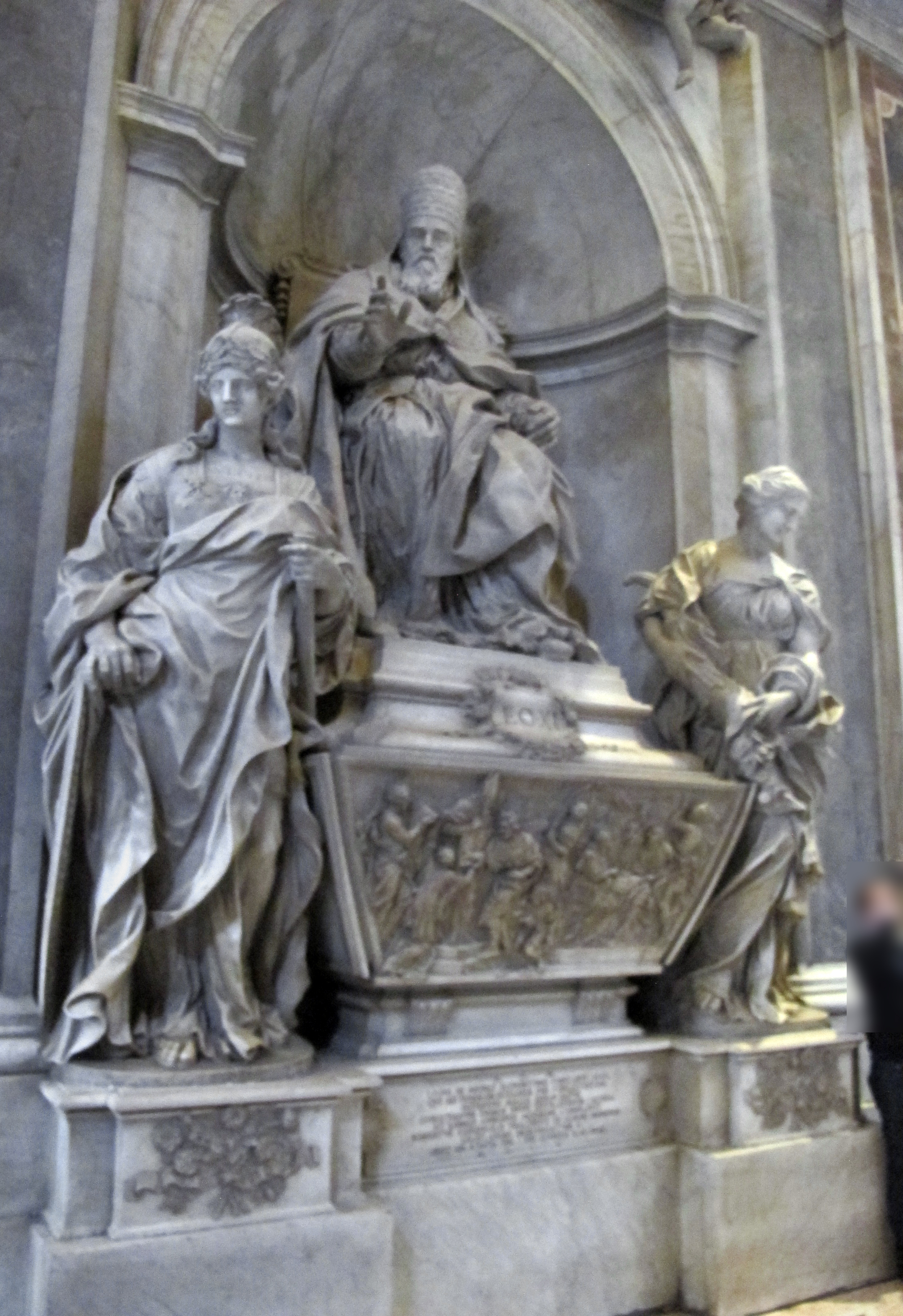
Grób Leona XI w Bazylice Świętego Piotra

Papież Leon XI został pochowany w patriarchalnej bazylice watykańskiej.